# Верхняя Колва
Верхняя Колва — посёлок в Чердынском районе Пермского края. Входит в состав Ныробского городского поселения.

## История
Населённый пункт был образован в 1956 году. Название получил по реке Колва. 26 марта 1956 года здесь был создан Верхне-Колвинский леспромхоз. Посёлок был центром Колвинского сельского совета (с 24 мая 1978 до января 2006 года) и центром Колвинского сельского поселения (до июня 2015 года).

## Географическое положение
Расположен на левом берегу реки Колва, к северо-востоку от центра поселения, посёлка Ныроб, и от районного центра, города Чердынь.

## Население
| 2010 |
| ---- |
| 542  |

## Улицы[3]
- Лесная ул.
- Набережная ул.
- Октябрьская ул.
- Пионерская ул.
- Школьная ул.

## Топографические карты
- Лист карты P-40-103,104 Петрецково. Масштаб: 1 : 100 000. Состояние местности на 1982 год. Издание 1988 г.